# Liste der Länderspiele der deutschen Fußballnationalmannschaft (U-19-Junioren)

DFB-Logo

Diese Liste enthält alle Länderspiele der U-18-/U-17-Junioren des DFB, beginnend ab 1953 unter der Bezeichnung Deutsche Jugendnationalmannschaft und fortgeführt unter der Bezeichnung A 1-Junioren-Auswahl U-18 bzw. A 2-Junioren-Auswahl U-17.
2001 wurde die Altersgrenze für diese Auswahlspieler hierfür auf 19 Jahre erhöht; die jeweiligen Mannschaften bestreiten seitdem nur Freundschaftsspiele, die zur Vorbereitung auf die Europameisterschaften der DFB-U-19-Junioren dienen.

## Liste der Länderspiele

### 1953 bis 1959(1.–29. Länderspiel)
| Nr. | Datum    | Spiel                     | Spielort        | Ergebnis        | Anlass | Torschützen                          |
| --- | -------- | ------------------------- | --------------- | --------------- | --- | ------------------------------------ |
| 1   | 31.03.53 | Argentinien – Deutschland | Lüttich         | 2:3             | FIFA-Turnier – Vorrundenspiel | Matheus, Stürmer, Seeler             |
| 2   | 02.04.53 | Spanien – Deutschland     | Antwerpen       | 5:1             | FIFA-Turnier – Zwischenrundenspiel | Muhl                                 |
| 3   | 04.04.53 | England – Deutschland     | Boom            | 3:1             | FIFA-Turnier – Trostrundenspiel | Stürmer                              |
| 4   | 05.04.53 | Luxemburg – Deutschland   | Ronse           | 3:2             | FIFA-Turnier – Spiel um Platz 7 | Seeler (2)                           |
| 5   | 11.04.54 | Deutschland – Saarland    | Wuppertal       | 6:1 (2:0)       | FIFA-Turnier – Gruppenspiel | Seeler (4), Habig (2)                |
| 6   | 12.04.54 | Deutschland – Nordirland  | Bonn            | 6:1             | FIFA-Turnier – Gruppenspiel | Seeler (3), Hoffmann, Simmer, Wagner |
| 7   | 14.04.54 | Deutschland – Ungarn      | Hagen           | 2:0 (2:0)       | FIFA-Turnier – Gruppenspiel | Habig, Seeler                        |
| 8   | 15.05.54 | Deutschland – England     | Gelsenkirchen   | 2:2 (2:1)       | FIFA-Turnier – Gruppenspiel | Seeler, Simmer                       |
| 9   | 17.04.54 | Deutschland – Türkei      | Gelsenkirchen   | 2:1 (1:0)       | FIFA-Turnier – Vorschlussrundenspiel | Habig, Seeler                        |
| 10  | 19.04.54 | Deutschland – Spanien     | Köln            | 2:2 n. V. (2:1) | FIFA-Turnier – Finale (Turniersieger Spanien, da die Spanier in der Vorschlussrunde mit 1:0 gegen Argentinien nach dem Divisionsverfahren das „bessere“ Torverhältnis aufzuweisen hatten.) | Seeler (2)                           |
| 11  | 09.04.55 | Portugal – Deutschland    | Pisa            | 0:0             | FIFA-Turnier – Gruppenspiel |                                      |
| 12  | 11.04.55 | Italien – Deutschland     | Florenz         | 1:0 (1:0)       | FIFA-Turnier – Gruppenspiel |                                      |
| 13  | 28.03.56 | Ungarn – Deutschland      | Budapest        | 0:0             | FIFA-Turnier – Gruppenspiel |                                      |
| 14  | 30.03.56 | Bulgarien – Deutschland   | Székesfehérvár  | 0:1             | FIFA-Turnier – Gruppenspiel | Meyer                                |
| 15  | 31.03.56 | England – Deutschland     | Stalinstadt     | 2:1             | FIFA-Turnier – Gruppenspiel | Olk                                  |
| 16  | 31.03.57 | Deutschland – England     | Oberhausen      | 4:1 (2:1)       | Freundschaftsspiel | Wohlgemuth (2), Gast, Wischnowski    |
| 17  | 14.04.57 | Ungarn – Deutschland      | Madrid          | 2:2 (0:1)       | UEFA-Turnier – Gruppenspiel | Gast, Wischnowski                    |
| 18  | 16.04.57 | Polen – Deutschland       | Madrid          | 2:2 (2:1)       | UEFA-Turnier – Gruppenspiel | Gast, Herrmann                       |
| 19  | 18.04.57 | Spanien – Deutschland     | Madrid          | 1:1 (0:0)       | UEFA-Turnier – Gruppenspiel | Wohlgemuth                           |
| 20  | 12.03.58 | England – Deutschland     | Bolton          | 1:2 (0:1)       | Freundschaftsspiel | Heidner (2)                          |
| 21  | 02.04.58 | Deutschland – Österreich  | Saarbrücken     | 2:1 (1:0)       | UEFA-Turnier – Gruppenspiel | Heidner, Kuster                      |
| 22  | 03.04.58 | Deutschland – ČSSR        | Trier           | 3:1 (1:0)       | UEFA-Turnier – Gruppenspiel | Heidner, Herrmann, Kuster            |
| 23  | 06.04.58 | Deutschland – Belgien     | Übach-Palenberg | 2:2 (1:1)       | UEFA-Turnier – Gruppenspiel | Rausch, Solz                         |
| 24  | 09.04.58 | Deutschland – Italien     | Saarbrücken     | 1:1 (0:1)       | UEFA-Turnier – Gruppenspiel | Herrmann                             |
| 25  | 15.05.58 | Deutschland – Dänemark    | Flensburg       | 4:2 (3:1)       | Freundschaftsspiel | Kuster (2), Heidner, (Eigentor)      |
| 26  | 08.03.59 | Deutschland – Österreich  | Coburg          | 3:0 (3:0)       | Freundschaftsspiel | Flachenecker (2), Heiß               |
| 27  | 29.03.59 | Deutschland – Jugoslawien | Sofia           | 1:0 (0:0)       | UEFA-Turnier – Gruppenspiel | Heiß                                 |
| 28  | 31.03.59 | Bulgarien – Deutschland   | Dimitrowo       | 2:0 (1:0)       | UEFA-Turnier – Gruppenspiel |                                      |
| 29  | 02.04.59 | Holland – Deutschland     | Sofia           | 0:1 (0:1)       | UEFA-Turnier – Gruppenspiel | Ipta                                 |

### 1960 bis 1969(30.–92. Länderspiel)
| Nr. | Datum    | Spiel                      | Spielort           | Ergebnis          | Anlass                           | Torschützen                                                       |
| --- | -------- | -------------------------- | ------------------ | ----------------- | -------------------------------- | ----------------------------------------------------------------- |
| 30  | 26.03.60 | Österreich – Deutschland   | Bregenz            | 2:2 (0:2)         | Freundschaftsspiel               | Striebeck, (Eigentor)                                             |
| 31  | 16.04.60 | Türkei – Deutschland       | Wiener Neustadt    | 0:1 (0:0)         | UEFA-Turnier – Gruppenspiel      | Bente                                                             |
| 32  | 18.04.60 | Ungarn – Deutschland       | St. Pölten         | 1:1 (0:1)         | UEFA-Turnier – Gruppenspiel      | Peters                                                            |
| 33  | 20.04.60 | DDR – Deutschland          | Linz               | 1:1 (0:1)         | UEFA-Turnier – Gruppenspiel      | Haseneder                                                         |
| 34  | 23.04.60 | England – Deutschland      | Eisenstadt         | 3:1 (0:1)         | UEFA-Turnier                     | Koch, Neumann, Peters                                             |
| 35  | 18.06.60 | Dänemark – Deutschland     | Vejle              | 1:0 (1:0)         | Freundschaftsspiel               | Puchmüller                                                        |
| 36  | 12.03.61 | Deutschland – England      | Flensburg          | 2:0 (1:0)         | Freundschaftsspiel               | Elfert, Waberski                                                  |
| 37  | 30.03.61 | Belgien – Deutschland      | Leiria             | 0:4 (0:1)         | UEFA-Turnier – Gruppenspiel      | Boyens (2), Germann, Wild                                         |
| 38  | 02.04.61 | Rumänien – Deutschland     | Lissabon           | 0:0               | UEFA-Turnier – Gruppenspiel      |                                                                   |
| 39  | 04.04.61 | Holland – Deutschland      | Lissabon           | 0:3 (0:0)         | UEFA-Turnier – Gruppenspiel      | Overath (2), Wild                                                 |
| 40  | 06.04.61 | Polen – Deutschland        | Porto              | 2:1 (1:0)         | UEFA-Turnier – Halbfinale        | Wild                                                              |
| 41  | 08.04.61 | Spanien – Deutschland      | Lissabon           | 1:2 (0:1)         | UEFA-Turnier – Spiel um Platz 3  | Overath, Waberski                                                 |
| 42  | 17.05.61 | Schweiz – Deutschland      | Schaffhausen       | 1:4 (0:3)         | Freundschaftsspiel               | Waberski (2), Kahn, Wild                                          |
| 43  | 31.03.62 | England – Deutschland      | Northampton        | 1:0 (1:0)         | Freundschaftsspiel               |                                                                   |
| 44  | 20.04.62 | Portugal – Deutschland     | Bukarest           | 1:1 (0:1)         | UEFA-Turnier – Gruppenspiel      | Waberski                                                          |
| 45  | 22.04.62 | Belgien – Deutschland      | Bukarest           | 1:1 (1:1)         | UEFA-Turnier – Gruppenspiel      | Saberowski                                                        |
| 46  | 24.04.62 | Rumänien – Deutschland     | Bukarest           | 3:0 (0:0)         | UEFA-Turnier – Gruppenspiel      |                                                                   |
| 47  | 23.06.62 | Deutschland – Schweiz      | Augsburg           | 3:1 (0:1)         | Freundschaftsspiel               | Bechmann (2), Wild                                                |
| 48  | 24.02.63 | Österreich – Deutschland   | Klagenfurt         | 1:2 (0:1)         | Qualifikationsspiel UEFA-Turnier | Kleina, Sandmann                                                  |
| 49  | 20.04.63 | Deutschland – Österreich   | München            | 2:2 n.V (1:2,1:1) | Qualifikationsspiel UEFA-Turnier | Dürrschnabel, Netzer                                              |
| 50  | 13.04.63 | Griechenland – Deutschland | Slough             | 7:2 (0:1)         | UEFA-Turnier – Gruppenspiel      | Netzer, Zaczyk                                                    |
| 51  | 15.04.63 | Schottland – Deutschland   | Aldershot          | 1:2 (0:0)         | UEFA-Turnier – Gruppenspiel      | Netzer, Sandmann                                                  |
| 52  | 17.04.63 | Schweiz – Deutschland      | Brighton           | 1:2 (1:0)         | UEFA-Turnier – Gruppenspiel      | Netzer, Rumor                                                     |
| 53  | 08.03.64 | Deutschland – Schweiz      | Lörrach            | 2:1 (0:0)         | Freundschaftsspiel               | Beckenbauer (2)                                                   |
| 54  | 26.03.64 | Schweden – Deutschland     | Enschede           | 1:2 (1:1)         | UEFA-Turnier – Gruppenspiel      | Beckenbauer, Kallius                                              |
| 55  | 30.03.64 | Holland – Deutschland      | Apeldoorn          | 3:1 (0:0)         | UEFA-Turnier – Gruppenspiel      | Grau                                                              |
| 56  | 21.03.65 | Deutschland – Ungarn       | Oberhausen         | 1:2 (0:0)         | Freundschaftsspiel               | Bechthold                                                         |
| 57  | 17.04.65 | Deutschland – Luxemburg    | Worms              | 11:0 (6:0)        | UEFA-Turnier – Gruppenspiel      | Bechtold (4), Bründl (2), Rapp (2), Köppel, Schollbach (Eigentor) |
| 58  | 19.04.65 | Deutschland – Griechenland | Stuttgart          | 4:1 (2:0)         | UEFA-Turnier – Gruppenspiel      | Bechtold (2), Bründl (2)                                          |
| 59  | 21.04.65 | Deutschland – ČSSR         | Hagen              | 0:0               | UEFA-Turnier – Viertelfinale     |                                                                   |
| 60  | 23.04.65 | Deutschland – Holland      | Berlin             | 2:1 (0:1)         | UEFA-Turnier – Trostrundenspiel  | Kamp, Mattes                                                      |
| 61  | 25.04.65 | Deutschland – Ungarn       | Gelsenkirchen      | 2:1 (1:0)         | UEFA-Turnier – Spiel um Platz 5  | Kamp, Köppel                                                      |
| 62  | 07.11.65 | Jugoslawien – Deutschland  | Belgrad            | 1:0 (1:0)         | Freundschaftsspiel               |                                                                   |
| 63  | 19.04.66 | Schweiz – Deutschland      | Grenchen           | 2:3 (1:2)         | Freundschaftsspiel               | Budde, Flohe, Köhnen                                              |
| 64  | 23.04.66 | Frankreich – Deutschland   | Turin              | 1:0 (1:0)         | Vier-Nationen-Turnier            |                                                                   |
| 65  | 25.04.66 | Italien – Deutschland      | Turin              | 1:1 (0:0)         | Vier-Nationen-Turnier            | Budde                                                             |
| 66  | 21.05.66 | Holland – Deutschland      | Prizren            | 1:2 (1:1)         | UEFA-Turnier – Gruppenspiel      | Schmieh, Strzelcyk                                                |
| 67  | 23.04.66 | Schottland – Deutschland   | Kosovska Mitrovica | 1:1 (0:0)         | UEFA-Turnier – Gruppenspiel      | Schollbach                                                        |
| 68  | 25.04.66 | Spanien – Deutschland      | Priština           | 2:1 (0:0)         | UEFA-Turnier – Gruppenspiel      | Schollbach                                                        |
| 69  | 29.06.66 | Deutschland – Schweden     | Kassel             | 0:0 (0:0)         | Freundschaftsspiel               |                                                                   |
| 70  | 14.02.67 | Deutschland – England      | Mönchengladbach    | 0:1 (0:1)         | Freundschaftsspiel               |                                                                   |
| 71  | 02.03.67 | Holland – Deutschland      | Nijmegen           | 0:1 (0:0)         | Qualifikationsspiel UEFA-Turnier | Pirrung                                                           |
| 72  | 27.03.67 | Deutschland – Holland      | Remscheid          | 2:1 (0:0)         | Qualifikationsspiel UEFA-Turnier | Fuhrmann, Weidle                                                  |
| 73  | 08.04.67 | Schweden – Deutschland     | Stockholm          | 1:1 (1:0)         | Freundschaftsspiel               | Stangel                                                           |
| 74  | 05.05.67 | Frankreich – Deutschland   | Istanbul           | 1:0 (1:0)         | UEFA-Turnier – Gruppenspiel      |                                                                   |
| 75  | 07.05.67 | Österreich – Deutschland   | Bursa              | 1:2 (0:1)         | UEFA-Turnier – Gruppenspiel      | Brakelmann, Fuhrmann                                              |
| 76  | 09.05.67 | Ungarn – Deutschland       | Istanbul           | 1:3 (1:0)         | UEFA-Turnier – Gruppenspiel      | Brakelmann, Fuhrmann, Schmitt                                     |
| 77  | 26.11.67 | Deutschland – Dänemark     | Flensburg          | 1:3 (0:1)         | Freundschaftsspiel               | Kapellmann                                                        |
| 78  | 04.02.68 | Deutschland – Spanien      | Heilbronn          | 1:0 (1:0)         | Qualifikationsspiel UEFA-Turnier | Geye                                                              |
| 79  | 22.02.68 | Spanien – Deutschland      | Murcia             | 1:1 (1:1)         | Qualifikationsspiel UEFA-Turnier | Schäfer                                                           |
| 80  | 10.03.68 | Deutschland – Frankreich   | Offenbach am Main  | 0:1 (0:0)         | Freundschaftsspiel               |                                                                   |
| 81  | 07.04.68 | Italien – Deutschland      | Monaco             | 0:2 (0:1)         | UEFA-Turnier – Gruppenspiel      | Genz, Geye                                                        |
| 82  | 09.04.68 | Jugoslawien – Deutschland  | Nizza              | 1:0 (0:0)         | UEFA-Turnier – Gruppenspiel      |                                                                   |
| 83  | 11.04.68 | ČSSR – Deutschland         | Monaco             | 3:1 (1:1)         | UEFA-Turnier – Gruppenspiel      | Schäfer                                                           |
| 84  | 22.09.68 | Deutschland – Jugoslawien  | Augsburg           | 1:4 (1:2)         | Freundschaftsspiel               | Breitner                                                          |
| 85  | 24.11.68 | Dänemark – Deutschland     | Vejle              | 0:0               | Freundschaftsspiel               |                                                                   |
| 86  | 23.03.69 | Schweden – Deutschland     | Stockholm          | 1:2 (0:2)         | Qualifikationsspiel UEFA-Turnier | U. Hoeneß (2)                                                     |
| 87  | 30.03.69 | Deutschland – Schweden     | Osnabrück          | 2:1 (2:0)         | Qualifikationsspiel UEFA-Turnier | Liedtke, Scheer                                                   |
| 88  | 18.05.69 | Bulgarien – Deutschland    | Plauen             | 1:0 (0:0)         | UEFA-Turnier – Gruppenspiel      |                                                                   |
| 89  | 20.05.69 | Frankreich – Deutschland   | Zeitz              | 1:0 (1:0)         | UEFA-Turnier – Gruppenspiel      |                                                                   |
| 90  | 22.05.69 | Spanien – Deutschland      | Altenburg          | 1:2 (0:0)         | UEFA-Turnier – Gruppenspiel      | U. Hoeneß, Liedtke                                                |
| 91  | 18.10.69 | Holland – Deutschland      | Geleen             | 1:1 (1:1)         | Freundschaftsspiel               | Beverungen                                                        |
| 92  | 30.11.69 | Deutschland – Dänemark     | Einbeck            | 1:1 (1:0)         | Freundschaftsspiel               | U. Hoeneß                                                         |

### 1970 bis 1979(93.–250. Länderspiel)
| Nr. | Datum    | Spiel                       | Spielort            | Ergebnis             | Anlass                           | Torschützen                                                            |
| --- | -------- | --------------------------- | ------------------- | -------------------- | -------------------------------- | ---------------------------------------------------------------------- |
| 93  | 10.02.70 | Österreich – Deutschland    | Las Palmas          | 1:1 (0:0)            | Atlantik-Pokal                   | Skala                                                                  |
| 94  | 01.03.70 | ČSSR – Deutschland          | Pilsen              | 0:1 (0:0)            | Qualifikationsspiel UEFA-Turnier | Bonhof                                                                 |
| 95  | 15.03.70 | Deutschland – Jugoslawien   | Marburg             | 1:0 (0:0)            | Qualifikationsspiel UEFA-Turnier | Bonhof                                                                 |
| 96  | 28.03.70 | Jugoslawien – Deutschland   | Zagreb              | 1:0 (0:0)            | Qualifikationsspiel UEFA-Turnier |                                                                        |
| 97  | 19.04.70 | Deutschland – ČSSR          | Passau              | 2:1 (1:1)            | Qualifikationsspiel UEFA-Turnier | Beverungen, Graul                                                      |
| 98  | 16.05.70 | Wales – Deutschland         | Aberdeen            | 2:3 (0:0)            | UEFA-Turnier – Gruppenspiel      | Bonhof (2), Skala                                                      |
| 99  | 18.05.70 | Schweiz – Deutschland       | Aberdeen            | 1:2 (1:0)            | UEFA-Turnier – Gruppenspiel      | U. Hoeneß, Graul                                                       |
| 100 | 20.05.70 | Holland – Deutschland       | Arbroath            | 2:1 (1:1)            | UEFA-Turnier – Gruppenspiel      | Bonhof                                                                 |
| 101 | 25.11.70 | Deutschland – Schweden      | Lübeck              | 1:0 (1:0)            | Freundschaftsspiel               | Worm                                                                   |
| 102 | 29.11.70 | Dänemark – Deutschland      | Apenrade            | 0:1 (0:1)            | Freundschaftsspiel               | Worm                                                                   |
| 103 | 17.01.71 | Frankreich – Deutschland    | Las Palmas          | 2:3 (2:2)            | Atlantik-Pokal                   | Holz (2), Schmitz                                                      |
| 104 | 23.01.71 | Holland – Deutschland       | Las Palmas          | 0:1 (0:0)            | Atlantik-Pokal                   | Worm                                                                   |
| 105 | 10.03.71 | Deutschland – Spanien       | Gelsenkirchen       | 1:0 (1:0)            | Freundschaftsspiel               | Krause                                                                 |
| 106 | 21.03.71 | Deutschland – Italien       | Essen               | 0:0                  | Qualifikationsspiel UEFA-Turnier |                                                                        |
| 107 | 14.04.71 | Italien – Deutschland       | Macerata            | 0:1 (0:1)            | Qualifikationsspiel UEFA-Turnier | Worm                                                                   |
| 108 | 22.05.71 | ČSSR – Deutschland          | Povazska Bystrica   | 0:0                  | UEFA-Turnier – Gruppenspiel      |                                                                        |
| 109 | 24.05.71 | Griechenland – Deutschland  | Frýdek-Místek       | 4:2 (0:1)            | UEFA-Turnier – Gruppenspiel      | Holz, Krause                                                           |
| 110 | 10.05.71 | DDR – Deutschland           | Veselí nad Moravou  | 3:1 (2:1)            | UEFA-Turnier – Gruppenspiel      | Krause                                                                 |
| 111 | 07.11.71 | Schweden – Deutschland      | Ronneby             | 1:1 (1:1)            | Qualifikationsspiel UEFA-Turnier | Worm                                                                   |
| 112 | 14.11.71 | Deutschland – Schweden      | Marburg             | 6:2 (3:1)            | Qualifikationsspiel UEFA-Turnier | Worm (2), Bosbach, Kaster, Körbel (Eigentor Petterson)                 |
| 113 | 28.11.71 | Dänemark – Deutschland      | Kopenhagen          | 0:4 (0:2)            | Qualifikationsspiel UEFA-Turnier | Worm (2), Dürnberger, Hein                                             |
| 114 | 29.12.71 | Israel U21 – Deutschland    | Tel Aviv            | 1:2 (1:2)            | Freundschaftsspiel               | Dürnberger, Worm                                                       |
| 115 | 04.01.72 | Israel U21 – Deutschland    | Aschdod             | 0:2 (0:0)            | Freundschaftsspiel               | Hein, Worm                                                             |
| 116 | 25.02.72 | Jugoslawien – Deutschland   | Aschchabad          | 1:1 (0:1)            | Turnierspiel                     | Kaster                                                                 |
| 117 | 27.02.72 | UdSSR – Deutschland         | Aschchabad          | 2:1 (0:1)            | Turnierspiel                     | Worm                                                                   |
| 118 | 28.02.72 | DDR – Deutschland           | Aschchabad          | 2:3 i. E. (1:1, 0:0) | Turnierspiel                     | Dürnberger E: Krobbach, Dürnberger, Kaster                             |
| 119 | 09.04.72 | Deutschland – Dänemark      | Osterode am Harz    | 5:2 (4:1)            | Qualifikationsspiel UEFA-Turnier | Worm (2), Kaster, Eigl, Hein                                           |
| 120 | 19.04.72 | Deutschland – Holland       | Mannheim            | 3:2 (2:0)            | Freundschaftsspiel               | Körbel, Bosbach, Kaster                                                |
| 121 | 13.05.72 | UdSSR – Deutschland         | Valencia            | 0:4 (0:1)            | UEFA-Turnier – Gruppenspiel      | Dürnberger (4)                                                         |
| 122 | 15.05.72 | Schottland – Deutschland    | Castellon           | 1:0 (0:0)            | UEFA-Turnier – Gruppenspiel      |                                                                        |
| 123 | 17.05.72 | Ungarn – Deutschland        | Gandia              | 2:3 (1:1)            | UEFA-Turnier – Gruppenspiel      | Worm (2), Selke                                                        |
| 124 | 20.05.72 | Spanien – Deutschland       | Barcelona           | 3:5 i. E. (2:2, 1:1) | UEFA-Turnier – Halbfinale        | Dürnberger, Kaster E: Dürnberger, Eigl, Krobbach, Blechschmidt, Kaster |
| 125 | 22.05.72 | England – Deutschland       | Barcelona           | 2:0 (0:0)            | UEFA-Turnier – Finale            |                                                                        |
| 126 | 12.09.72 | Finnland – Deutschland      | Rovaniemi           | 1:2 (1:2)            | Freundschaftsspiel               | Niedermayer, Bihn                                                      |
| 127 | 14.09.72 | Finnland – Deutschland      | Kajaani             | 0:3 (0:1)            | Freundschaftsspiel               | Herz, Bührer, Dubski                                                   |
| 128 | 18.09.72 | Schweden – Deutschland      | Karlskoga           | 1:4 (1:3)            | Freundschaftsspiel               | Dubski, Bihn, Herz, Bührer                                             |
| 129 | 20.09.72 | Norwegen – Deutschland      | Oslo                | 0:4 (0:0)            | Freundschaftsspiel               | Obels, Bührer, Möhlmann (2)                                            |
| 130 | 23.09.72 | Dänemark – Deutschland      | Kopenhagen          | 2:1 (1:0)            | Freundschaftsspiel               | Niedermayer                                                            |
| 131 | 21.12.72 | Schottland – Deutschland    | Las Palmas          | 0:3 i. E. (1:1, 0:1) | Atlantik-Pokal                   | Herz E: Körbel, Wilhelmi, Möhlmann                                     |
| 132 | 07.02.73 | Israel U21 – Deutschland    | Tel Aviv            | 1:0 (1:0)            | Freundschaftsspiel               |                                                                        |
| 133 | 10.02.73 | Israel – Deutschland        | Chadera             | 0:1 (0:0)            | Freundschaftsspiel               | Bihn                                                                   |
| 134 | 12.02.73 | Israel U21 – Deutschland    | Haifa               | 0:2 (0:2)            | Freundschaftsspiel               | Herz (2)                                                               |
| 135 | 06.03.73 | Holland – Deutschland       | Huizen              | 0:0                  | Qualifikationsspiel UEFA-Turnier |                                                                        |
| 136 | 27.03.73 | Deutschland – Holland       | Meppen              | 1:1 (1:1)            | Qualifikationsspiel UEFA-Turnier | (Eigentor)                                                             |
| 137 | 04.04.73 | Polen – Deutschland         | Włocławek           | 0:1 (0:0)            | Qualifikationsspiel UEFA-Turnier | Körbel                                                                 |
| 138 | 22.04.73 | Deutschland – Polen         | Osterode am Harz    | 3:1 (2:1)            | Qualifikationsspiel UEFA-Turnier | Möhlmann, Abramczik, Bihn                                              |
| 139 | 31.05.73 | Norwegen – Deutschland      | Forte dei Marmi     | 1:2 (0:0)            | UEFA-Turnier – Gruppenspiel      | Wilhelmi, Thiele                                                       |
| 140 | 02.06.73 | Rumänien – Deutschland      | Carrara             | 1:0 (1:0)            | UEFA-Turnier – Gruppenspiel      |                                                                        |
| 141 | 04.06.73 | Italien – Deutschland       | Massa               | 1:0 (1:0)            | UEFA-Turnier – Gruppenspiel      |                                                                        |
| 142 | 14.09.73 | Deutschland – Finnland      | Herford             | 1:1 (1:1)            | Freundschaftsspiel               | Abramczik                                                              |
| 143 | 16.09.73 | Deutschland – Finnland      | Frechen             | 1:0 (0:0)            | Freundschaftsspiel               | Michelberger                                                           |
| 144 | 11.11.73 | Deutschland – Schweden      | Sindelfingen        | 2:1 (0:1)            | Freundschaftsspiel               | Diefenbach (2)                                                         |
| 145 | 14.11.73 | Italien – Deutschland       | Monte Carlo         | 1:3 (0:1)            | Prinz-Albert-Pokal               | Abramczik (2), Diefenbach                                              |
| 146 | 15.11.73 | Frankreich – Deutschland    | Monte Carlo         | 0:0                  | Prinz-Albert-Pokal               |                                                                        |
| 147 | 17.11.73 | Irland – Deutschland        | Monte Carlo         | 1:5 (0:0)            | Prinz-Albert-Pokal               | Abramczik (2), Del’Haye (2), Diefenbach                                |
| 148 | 19.11.73 | Belgien – Deutschland       | Monte Carlo         | 1:4 i. E. (0:0)      | Prinz-Albert-Pokal – Finale      | E: Diefenbach, Salewski, Mamajewski, Nickel                            |
| 149 | 24.02.74 | Finnland – Deutschland      | Taschkent           | 0:1 (0:0)            | Turnierspiel                     | Abramczik                                                              |
| 150 | 26.02.74 | UdSSR – Deutschland         | Taschkent           | 0:0                  | Turnierspiel                     |                                                                        |
| 151 | 28.02.74 | Schweden – Deutschland      | Taschkent           | 0:1 (0:1)            | Turnierspiel                     | Diefenbach                                                             |
| 152 | 03.03.74 | DDR – Deutschland           | Taschkent           | 0:3 (0:1)            | Turnierspiel                     | Thiele, Del’Haye, Michelberger                                         |
| 153 | 16.03.74 | Deutschland – Rumänien      | Passau              | 1:0 (1:0)            | Qualifikationsspiel UEFA-Turnier | Mamajewski                                                             |
| 154 | 03.04.74 | Rumänien – Deutschland      | Pitești             | 2:0 (1:0)            | Qualifikationsspiel UEFA-Turnier |                                                                        |
| 155 | 26.08.74 | Deutschland – Frankreich    | Herzberg am Harz    | 2:1 (0:0)            | Freundschaftsspiel               | Knapp (2)                                                              |
| 156 | 28.08.74 | Deutschland – Finnland      | Verden              | 1:0 (0:0)            | Freundschaftsspiel               | Stradt                                                                 |
| 157 | 13.11.74 | Norwegen – Deutschland      | Monte Carlo         | 0:1 (0:0)            | Prinz-Albert-Pokal               | Gede                                                                   |
| 158 | 15.11.74 | Polen – Deutschland         | Monte Carlo         | 0:3 (0:1)            | Prinz-Albert-Pokal               | Stradt, Lange, Richard                                                 |
| 159 | 17.11.74 | Frankreich – Deutschland    | Monte Carlo         | 2:0 (0:0)            | Prinz-Albert-Pokal               |                                                                        |
| 160 | 19.11.74 | Holland – Deutschland       | Monte Carlo         | 2:1 (0:0)            | Prinz-Albert-Pokal               | Kraus                                                                  |
| 161 | 30.12.74 | Israel – Deutschland        | Tel Aviv            | 1:1 (1:0)            | Turnier in Israel                | Sommer                                                                 |
| 162 | 01.01.75 | Rumänien – Deutschland      | Tel Aviv            | 0:0                  | Turnier in Israel                |                                                                        |
| 163 | 06.01.75 | Norwegen – Deutschland      | Petach Tikwah       | 0:0                  | Turnier in Israel                |                                                                        |
| 164 | 23.01.75 | Polen – Deutschland         | Las Palmas          | 1:2 (1:1)            | Atlantik-Pokal                   | Lange, Salewski                                                        |
| 165 | 25.01.75 | England – Deutschland       | Las Palmas          | 4:2 (1:2)            | Atlantik-Pokal                   | Gede Stradt                                                            |
| 166 | 04.03.75 | Deutschland – Österreich    | Nürnberg            | 3:1 (1:1)            | Qualifikationsspiel UEFA-Turnier | Hannes (2), Prestin                                                    |
| 167 | 16.03.75 | Österreich – Deutschland    | Braunau am Inn      | 1:0 (1:0)            | Qualifikationsspiel UEFA-Turnier |                                                                        |
| 168 | 09.05.75 | DDR – Deutschland           | Wettingen           | 1:3 (1:1)            | UEFA-Turnier – Gruppenspiel      | Sommer (2), K. Allofs                                                  |
| 169 | 11.05.75 | Finnland – Deutschland      | Aarau               | 1:1 (0:0)            | UEFA-Turnier – Gruppenspiel      | Sommer                                                                 |
| 170 | 13.05.75 | UdSSR – Deutschland         | Wettingen           | 4:0 (1:0)            | UEFA-Turnier – Gruppenspiel      |                                                                        |
| 171 | 27.08.75 | Frankreich – Deutschland    | Royan               | 1:2 (1:0)            | Freundschaftsspiel               | Gores, (Eigentor)                                                      |
| 172 | 30.08.75 | Frankreich – Deutschland    | Margueron           | 2:1 (1:0)            | Freundschaftsspiel               | Weyerich                                                               |
| 173 | 16.09.75 | Deutschland – Belgien       | Aachen              | 1:1 (0:1)            | Freundschaftsspiel               | Weyerich                                                               |
| 174 | 15.10.75 | Schweden – Deutschland      | Trelleborg          | 1:1 (0:1)            | Qualifikationsspiel UEFA-Turnier | Sommer                                                                 |
| 175 | 29.10.75 | Deutschland – Irland        | Lüdenscheid         | 2:1 (2:1)            | Freundschaftsspiel               | Sommer, Wagner                                                         |
| 176 | 26.02.76 | ČSSR – Deutschland          | Nurek               | 0:2 (0:0)            | Turnierspiel                     | Gores, Bommer                                                          |
| 177 | 28.02.76 | UdSSR – Deutschland         | Duschanbe           | 0:0                  | Turnierspiel                     |                                                                        |
| 178 | 03.03.76 | Ungarn – Deutschland        | Duschanbe           | 0:2 (0:2)            | Turnierspiel                     | Augenthaler, Birner                                                    |
| 179 | 04.04.76 | Deutschland – Schweden      | Heilbronn           | 0:0                  | Qualifikationsspiel UEFA-Turnier |                                                                        |
| 180 | 13.04.76 | Deutschland – Dänemark      | Osnabrück           | 1:0 (1:0)            | Qualifikationsspiel UEFA-Turnier | Augenthaler                                                            |
| 181 | 11.05.76 | Dänemark – Deutschland      | Kopenhagen          | 1:2 (0:0)            | Qualifikationsspiel UEFA-Turnier | Gores, Augenthaler                                                     |
| 182 | 28.05.76 | Finnland – Deutschland      | Tapolca             | 1:2 (1:1)            | UEFA-Turnier – Gruppenspiel      | Bommer, Gores                                                          |
| 183 | 30.05.76 | Frankreich – Deutschland    | Ajka                | 3:0 (2:0)            | UEFA-Turnier – Gruppenspiel      |                                                                        |
| 184 | 30.05.76 | ČSSR – Deutschland          | Balatonfűzfő        | 2:3 (0:1)            | UEFA-Turnier – Gruppenspiel      | Borchers (2), Busch                                                    |
| 185 | 28.09.76 | Schweden – Deutschland      | Nybro               | 2:2 (1:0)            | Freundschaftsspiel               | Klotz, (Eigentor)                                                      |
| 186 | 30.09.76 | Schweden – Deutschland      | Färjestaden         | 2:0 (2:0)            | Freundschaftsspiel               |                                                                        |
| 187 | 26.10.76 | Deutschland – Portugal      | Kaiserslautern      | 0:1 (0:1)            | Freundschaftsspiel               |                                                                        |
| 188 | 28.10.76 | Deutschland – Portugal      | Saarbrücken         | 0:3 (0:1)            | Freundschaftsspiel               |                                                                        |
| 189 | 12.11.76 | Jugoslawien – Deutschland   | Monaco              | 1:1 (1:1)            | Prinz-Albert-Pokal               | Höfer                                                                  |
| 190 | 14.11.76 | England – Deutschland       | Monaco              | 1:1 (1:0)            | Prinz-Albert-Pokal               | Gerresheim                                                             |
| 191 | 16.11.76 | Spanien – Deutschland       | Monaco              | 0:2 (0:1)            | Prinz-Albert-Pokal               | Dörmann, Höfer                                                         |
| 192 | 19.11.76 | Italien – Deutschland       | Monaco              | 4:3 i. E. (0:0)      | Prinz-Albert-Pokal – Finale      | E: Dörmann, Fenten, Harfoth                                            |
| 193 | 11.12.76 | Deutschland – DDR           | Hagen               | 1:1 (1:1)            | Freundschaftsspiel               | Gerresheim                                                             |
| 194 | 02.02.77 | Belgien – Deutschland       | Brüssel             | 1:0 (0:0)            | Freundschaftsspiel               |                                                                        |
| 195 | 04.02.77 | Irland – Deutschland        | Dublin              | 2:0 (1:0)            | Freundschaftsspiel               |                                                                        |
| 196 | 05.03.77 | Deutschland – Luxemburg     | Esslingen am Neckar | 10:0 (5:0)           | Qualifikationsspiel UEFA-Turnier | Dressel (3), Höfer (2), Harforth, Gerresheim, Willmer, Elser, Dörmann  |
| 197 | 25.03.77 | Liechtenstein – Deutschland | Vaduz               | 1:5 (1:2)            | Qualifikationsspiel UEFA-Turnier | Höfer (3), Gerresheim, Willmer                                         |
| 198 | 19.04.77 | Deutschland – Schweden      | Siegen              | 2:1 (1:1)            | Freundschaftsspiel               | Höfer (2)                                                              |
| 199 | 21.04.77 | Deutschland – Schweden      | Hamm                | 3:3 (1:2)            | Freundschaftsspiel               | Gerresheim, Höfer, Patzke                                              |
| 200 | 19.05.77 | Jugoslawien – Deutschland   | Genk                | 1:2 (0:0)            | UEFA-Turnier – Gruppenspiel      | Höfer, Patzke                                                          |
| 201 | 21.05.77 | Frankreich – Deutschland    | Lüttich             | 0:0                  | UEFA-Turnier – Gruppenspiel      |                                                                        |
| 202 | 23.05.77 | Irland – Deutschland        | Eupen               | 1:1 (1:0)            | UEFA-Turnier – Gruppenspiel      | Gerresheim                                                             |
| 203 | 26.05.77 | Bulgarien – Deutschland     | Charleroi           | 3:1 (1:1)            | UEFA-Turnier – Halbfinale        | Demange                                                                |
| 204 | 28.05.77 | UdSSR – Deutschland         | Brüssel             | 7:2 (4:0)            | UEFA-Turnier – Spiel um Platz 3  | Höfer, van de Loo                                                      |
| 205 | 24.08.77 | Frankreich – Deutschland    | Royan               | 1:3 (0:1)            | Freundschaftsspiel               | Bucher, Littbarski, Bührer                                             |
| 206 | 26.08.77 | Frankreich – Deutschland    | Arcachon            | 0:0                  | Freundschaftsspiel               |                                                                        |
| 207 | 27.09.77 | Finnland – Deutschland      | Lappeenranta        | 0:4 (0:1)            | Freundschaftsspiel               | Bührer (3), Bucher                                                     |
| 208 | 18.11.03 | Finnland – Deutschland      | Kouvola             | 1:2 (0:0)            | Freundschaftsspiel               | Bührer, Engels                                                         |
| 209 | 15.10.77 | Deutschland – UdSSR         | Kassel              | 0:3 (0:2)            | Freundschaftsspiel               |                                                                        |
| 210 | 12.11.77 | Spanien – Deutschland       | Monte Carlo         | 3:2 (0:0)            | Prinz-Albert-Pokal               | Koffler, Kornetzki                                                     |
| 211 | 14.11.77 | USA – Deutschland           | Monte Carlo         | 2:3 (1:1)            | Prinz-Albert-Pokal               | Kroth, Kornetzki (2)                                                   |
| 212 | 16.11.77 | UdSSR – Deutschland         | Monte Carlo         | 2:0 (0:0)            | Prinz-Albert-Pokal               |                                                                        |
| 213 | 18.11.77 | Tunesien – Deutschland      | Monte Carlo         | 2:5 (0:4)            | Prinz-Albert-Pokal               | Bührer (2), Dierssen, Koffler, Gruber                                  |
| 214 | 07.12.77 | Deutschland – Schweiz       | Freiburg            | 2:0 (0:0)            | Qualifikationsspiel UEFA-Turnier | Dierssen, Th. Allofs                                                   |
| 215 | 29.12.77 | Dänemark – Deutschland      | Giw’atajim          | 0:8 (0:3)            | Turnier in Israel                | Tönnies (5), Dierssen, Th. Allofs, Geiger                              |
| 216 | 30.12.77 | Norwegen – Deutschland      | Tel Aviv            | 0:3 (0:1)            | Turnier in Israel                | Dusend, Koffler (2)                                                    |
| 217 | 01.01.78 | Israel – Deutschland        | Tel Aviv            | 0:1 (0:0)            | Turnier in Israel                | Bührer                                                                 |
| 218 | 02.01.78 | Griechenland – Deutschland  | Tel Aviv            | 1:0 (1:0)            | Turnier in Israel                |                                                                        |
| 219 | 15.03.78 | Schweiz – Deutschland       | Schaffhausen        | 0:2 (0:1)            | Qualifikationsspiel UEFA-Turnier | Augustin (2)                                                           |
| 220 | 05.05.78 | Schottland – Deutschland    | Bielsko-Biała       | 1:0 (0:0)            | UEFA-Turnier – Gruppenspiel      |                                                                        |
| 221 | 07.05.78 | Italien – Deutschland       | Bielsko-Biała       | 3:5 (0:0)            | UEFA-Turnier – Gruppenspiel      | Gorski, Augustin, Th. Allofs, Geiger (2)                               |
| 222 | 09.05.78 | Portugal – Deutschland      | Cieszyn             | 1:0 (1:0)            | UEFA-Turnier – Gruppenspiel      |                                                                        |
| 223 | 16.08.78 | Deutschland – Frankreich    | Marburg             | 4:3 (2:1)            | Freundschaftsspiel               | Engels, Geiger, Kammer, Weecks                                         |
| 224 | 18.08.78 | Deutschland – Frankreich    | Nauborn             | 0:0                  | Freundschaftsspiel               |                                                                        |
| 225 | 18.09.78 | UdSSR – Deutschland         | Wolgograd           | 2:0 (1:0)            | Freundschaftsspiel               |                                                                        |
| 226 | 20.09.78 | UdSSR – Deutschland         | Wolschski           | 1:0 (0:0)            | Freundschaftsspiel               |                                                                        |
| 227 | 23.09.78 | Deutschland – Österreich    | Weinheim            | 2:1 (?:?)            | Freundschaftsspiel               | Schröder, Siewert                                                      |
| 228 | 20.10.78 | Deutschland – Holland       | Leverkusen          | 5:4 (4:1)            | Freundschaftsspiel               | Schaub (3), Schlumberger, Kurek                                        |
| 229 | 10.12.78 | Luxemburg – Deutschland     | Luxemburg           | 1:4 (0:3)            | Qualifikationsspiel UEFA-Turnier | Schaub (2), Engels, Wohlfarth                                          |
| 230 | 03.01.79 | Portugal – Deutschland      | Faro                | 0:3 (0:1)            | Freundschaftsspiel               | R. Müller, Augustin, Klein                                             |
| 231 | 05.01.79 | Portugal – Deutschland      | Portimão            | 1:0 (1:0)            | Freundschaftsspiel               |                                                                        |
| 232 | 27.02.79 | UdSSR – Deutschland         | Taschkent           | 1:2 (0:1)            | Turnierspiel                     | Schneider, Matthäus                                                    |
| 233 | 02.03.79 | ČSSR – Deutschland          | Taschkent           | 0:1 (0:1)            | Turnierspiel                     | Matthäus                                                               |
| 234 | 04.03.79 | Finnland – Deutschland      | Taschkent           | 1:3 (0:1)            | Turnierspiel                     | R. Müller, Augustin, Schlumberger                                      |
| 235 | 06.03.79 | DDR – Deutschland           | Taschkent           | 2:5 n. V. (?:?, ?:?) | Turnierspiel – Finale            | Schlegel, Augustin (2), Schaub, R. Müller                              |
| 236 | 05.04.79 | Deutschland – Luxemburg     | Trier               | 4:1 (3:1)            | Qualifikationsspiel UEFA-Turnier | Augustin (2), Engels, Geiger                                           |
| 237 | 18.04.79 | Schottland – Deutschland    | Aberdeen            | 2:2 (0:1)            | Freundschaftsspiel               | Matthäus, Schaub                                                       |
| 238 | 24.05.79 | Malta – Deutschland         | Hallein             | 0:5 (0:2)            | UEFA-Turnier – Gruppenspiel      | Schaub (2), Mohren, Schneider, Wohlfarth                               |
| 239 | 26.05.79 | ČSSR – Deutschland          | Salzburg            | 2:0 (0:0)            | UEFA-Turnier – Gruppenspiel      |                                                                        |
| 240 | 28.05.79 | England – Deutschland       | Itzling             | 0:2 (0:0)            | UEFA-Turnier – Gruppenspiel      |                                                                        |
| 241 | 01.09.79 | England – Deutschland       | Pula                | 1:1 (0:0)            | Jugoslawien-Turnier              | Thiele                                                                 |
| 242 | 03.09.79 | Ungarn – Deutschland        | Umag                | 2:4 (1:4)            | Jugoslawien-Turnier              | Schäfer, Thiele, Siewert, Sievers                                      |
| 243 | 05.09.79 | Polen – Deutschland         | Labin               | 0:1 (0:1)            | Jugoslawien-Turnier              | Thiele                                                                 |
| 244 | 08.09.79 | Jugoslawien – Deutschland   | Pula                | 2:0 (1:0)            | Jugoslawien-Turnier – Finale     |                                                                        |
| 245 | 16.09.79 | Deutschland – UdSSR         | Osterode am Harz    | 1:1 (1:1)            | Freundschaftsspiel               | Thiele                                                                 |
| 246 | 18.09.79 | Deutschland – UdSSR         | Hannover            | 2:1 (2:0)            | Freundschaftsspiel               | Schröder, (Eigentor Tschernikow)                                       |
| 247 | 03.10.79 | Deutschland – Polen         | Kiel                | 1:0 (?:?)            | Freundschaftsspiel               | Normann                                                                |
| 248 | 08.10.79 | Schottland – Deutschland    | Las Palmas          | 1:1 (0:0)            | Atlantik-Pokal                   | Thiele                                                                 |
| 249 | 09.10.79 | Schweden – Deutschland      | Las Palmas          | 0:1 (0:0)            | Atlantik-Pokal                   | Loose                                                                  |
| 250 | 28.11.79 | Luxemburg – Deutschland     | Luxemburg           | 1:5 (1:1)            | Qualifikationsspiel UEFA-Turnier | Sievers, Thiele (2), Kügler (2)                                        |

### 1980 bis 1986(251.–390. Länderspiel)
| Nr. | Datum    | Spiel                      | Spielort              | Ergebnis             | Anlass                                      | Torschützen                                                  |
| --- | -------- | -------------------------- | --------------------- | -------------------- | ------------------------------------------- | ------------------------------------------------------------ |
| 251 | 06.01.80 | USA – Deutschland          | Redland               | 2:4 (?:?)            | Freundschaftsspiel                          | Brunner, Müller, Schehl (2)                                  |
| 252 | 12.01.80 | USA – Deutschland          | Orlando               | 0:3 (?:?)            | Qualifikationsspiel UEFA-Turnier            | Hermann, Loose, Zorc                                         |
| 253 | 06.02.80 | Holland – Deutschland      | Enschede              | 3:2 (1:0)            | Freundschaftsspiel                          | Thiele (2)                                                   |
| 254 | 26.02.80 | Deutschland – Luxemburg    | Saarbrücken           | 6:1 (3:1)            | Qualifikationsspiel UEFA-Turnier            | Loose (2), Brummer, Thiele, Schäfer                          |
| 255 | 12.03.80 | Deutschland – Schottland   | Ludwigshafen am Rhein | 0:2 (0:0)            | Freundschaftsspiel                          |                                                              |
| 256 | 16.04.80 | Deutschland – Schweiz      | Friedrichshafen       | 4:3 (1:0)            | Freundschaftsspiel                          | Giesel, Sievers, Siewert, Bunk                               |
| 257 | 16.05.80 | Polen – Deutschland        | Pirna                 | 3:2 (2:1)            | UEFA-Turnier – Gruppenspiel                 | Thiele (2)                                                   |
| 258 | 18.05.80 | Finnland – Deutschland     | Gommern               | 2:6 (2:2)            | UEFA-Turnier – Gruppenspiel                 | Winkelhofer, Kügler (2), Thiele (2), Brunner                 |
| 259 | 20.05.80 | Rumänien – Deutschland     | Braunsbedra           | 1:0 (0:0)            | UEFA-Turnier – Gruppenspiel                 |                                                              |
| 260 | 04.08.80 | Deutschland – Dänemark     | Fulda                 | 2:0 (?:?)            | Nordland-Turnier                            | Hutwelker, Rinke                                             |
| 261 | 06.08.80 | Deutschland – Island       | Stadtallendorf        | 5:0 (?:?)            | Nordland-Turnier                            | Bordan, Crhak, Rinke, Rinner (2)                             |
| 262 | 08.08.80 | Deutschland – Norwegen     | Marburg               | 0:1 (?:?)            | Nordland-Turnier                            |                                                              |
| 263 | 19.08.80 | Deutschland – Frankreich   | Kirchheim unter Teck  | 2:2 (2:1)            | Freundschaftsspiel                          | Brunner, Schehl                                              |
| 264 | 21.08.80 | Deutschland – Frankreich   | Dagersheim            | 2:2 (1:0)            | Freundschaftsspiel                          | Anthes, Zimmermann                                           |
| 265 | 04.09.80 | Ungarn – Deutschland       | Porec                 | 5:3 (3:2)            | Turnier auf Pula                            | Hermann, Brunner, Lux                                        |
| 266 | 06.09.80 | Jugoslawien – Deutschland  | Umag                  | 0:0                  | Turnier auf Pula                            |                                                              |
| 267 | 10.09.80 | UdSSR – Deutschland        | Rovinj                | 1:2 (0:0)            | Turnier auf Pula                            | Herbst (2)                                                   |
| 268 | 10.09.80 | Belgien – Deutschland      | Medulin               | 1:2 (0:2)            | Turnier auf Pula                            | Herbst, Loose                                                |
| 269 | 04.11.80 | Belgien – Deutschland      | Tongern               | 2:2 (1:2)            | Freundschaftsspiel                          | Waas, Hutwelker                                              |
| 270 | 13.11.80 | Schottland – Deutschland   | Monaco                | 0:1 (0:0)            | Prinz-Albert-Pokal                          | Falkenmeyer                                                  |
| 271 | 15.11.80 | Frankreich – Deutschland   | Monaco                | 5:0 (5:0)            | Prinz-Albert-Pokal                          |                                                              |
| 272 | 17.11.80 | Schweiz – Deutschland      | Monaco                | 1:4 (0:1)            | Prinz-Albert-Pokal                          | Herbst (2), Anthes, Nushöhr                                  |
| 273 | 19.11.80 | Spanien – Deutschland      | Monaco                | 4:0 (2:0)            | Prinz-Albert-Pokal                          |                                                              |
| 274 | 02.12.80 | ČSSR – Deutschland         | Horovice              | 1:0 (?:?)            | Prinz-Albert-Pokal                          |                                                              |
| 275 | 06.01.81 | Deutschland – Spanien      | Moskau                | 1:0 (?:?)            | Granatkin- Gedächtnis-Turnier               | Theiss                                                       |
| 276 | 10.01.81 | UdSSR – Deutschland        | Moskau                | 0:2 (?:?)            | Granatkin- Gedächtnis-Turnier               | Herbst, Wohlfarth                                            |
| 277 | 12.01.81 | Deutschland – Bulgarien    | Moskau                | 2:1 (?:?)            | Granatkin- Gedächtnis-Turnier               | Theiss, Wohlfarth                                            |
| 278 | 02.04.81 | UdSSR – Deutschland        | Sotschi               | 1:0 (?:?)            | Freundschaftsspiel                          |                                                              |
| 279 | 04.04.81 | UdSSR – Deutschland        | Sotschi               | 0:1 (?:?)            | Freundschaftsspiel                          | U. Müller                                                    |
| 280 | 25.05.81 | Deutschland – Wales        | Gelsenkirchen         | 5:0 (?:?)            | EM – Vorrundenspiel                         | Anthes, Falkenmayer (2), Loose, Theiss                       |
| 281 | 27.05.81 | Deutschland – Belgien      | Dortmund              | 3:2 (?:?)            | EM – Vorrundenspiel                         | Herbst (2), Loose                                            |
| 282 | 27.05.81 | Deutschland – Griechenland | Bielefeld             | 1:0 (?:?)            | EM – Vorrundenspiel                         | Theiss                                                       |
| 283 | 01.06.81 | Deutschland – Frankreich   | Köln                  | 4:3 i. E. (1:1, ?:?) | EM – Halbfinale                             | Wohlfarth                                                    |
| 284 | 03.06.81 | Deutschland – Polen        | Düsseldorf            | 1:0 (?:)             | EM – Finale                                 | Anthes                                                       |
| 285 | 08.09.81 | Deutschland – Frankreich   | Zülpich               | 2:1 (?:?)            | Freundschaftsspiel                          | Drehsen, Schäffner                                           |
| 286 | 10.09.81 | Deutschland – Frankreich   | Stolberg              | 1:1 (?:?)            | Freundschaftsspiel                          | Drehsen, Schäffner                                           |
| 287 | 29.09.81 | Deutschland – Luxemburg    | Dillingen             | 7:0 (?:?)            | Qualifikationsspiel 1. UEFA-Wettbewerb U-16 | Drehsen, Kurtenbach, Pomp (2), Ruländer, Stächelin, Voßnacke |
| 288 | 28.10.81 | Niederlande – Deutschland  | Zwolle                | 0:3 (?:?)            | Qualifikationsspiel 1. UEFA-Wettbewerb U-16 | Karp, Kurtenbach, Wöber                                      |
| 289 | 15.11.81 | Deutschland – ČSSR         | Monaco                | 0:3 (?:?)            | Prinz-Albert-Pokal                          |                                                              |
| 290 | 16.11.81 | Deutschland – Mexiko       | Monaco                | 2:3 (?:?)            | Prinz-Albert-Pokal                          | Rinke, Rinner                                                |
| 291 | 24.11.81 | Deutschland – Niederlande  | Lingen (Ems)          | 4:1 (?:?)            | Qualifikationsspiel 1. UEFA-Wettbewerb U-16 | Kurtenbach (2), Pomp, Wöber                                  |
| 292 | 02.12.81 | Schottland – Deutschland   | Glasgow               | 0:0                  | Freundschaftsspiel                          |                                                              |
| 293 | 09.12.81 | Belgien – Deutschland      | Bornem                | 0:0                  | Qualifikationsspiel 1. UEFA-Wettbewerb U-16 |                                                              |
| 294 | 06.01.82 | Deutschland – Italien      | Moskau                | 2:1 (?:?)            | Granatkin- Gedächtnis-Turnier               | Kurtenbach (2), Pomp, Wöber                                  |
| 295 | 10.01.82 | Deutschland – Brasilien    | Moskau                | 1:1 (?:?)            | Granatkin- Gedächtnis-Turnier               | Bialon                                                       |
| 296 | 12.01.82 | Deutschland – Bulgarien    | Moskau                | 2:2 (?:?)            | Granatkin- Gedächtnis-Turnier               | Beike, Haas                                                  |
| 297 | 14.01.82 | UdSSR – Deutschland        | Moskau                | 3:0 (?:?)            | Granatkin- Gedächtnis-Turnier               |                                                              |
| 298 | 10.02.82 | Frankreich – Deutschland   | Angers                | 0:2 (?:?)            | Qualifikationsspiel 2. Junioren-EM          | Haas, Waas                                                   |
| 299 | 06.03.82 | DDR – Deutschland          | Pirna                 | 1:1 (?:?)            | 1. UEFA-Wettbewerb U-16 Viertelfinale       | Wolff                                                        |
| 300 | 09.03.82 | Luxemburg – Deutschland    | Luxemburg             | 0:5 (?:?)            | Qualifikationsspiel 2. Junioren-EM          | Dais, Eckstein, Ernst, Haas (2)                              |
| 301 | 17.03.82 | Deutschland – DDR          | Kassel                | 3:2 (?:?)            | 1. UEFA-Wettbewerb U-16 Viertelfinale       | Koy, Seiwert, Wolff                                          |
| 302 | 24.03.82 | Deutschland – Frankreich   | Stuttgart             | 1:0 (?:?)            | Qualifikationsspiel 2. Junioren-EM          | Bialon                                                       |
| 303 | 24.03.82 | Deutschland – Luxemburg    | Pirmasens             | 3:0 (?:?)            | Qualifikationsspiel 2. Junioren-EM          | Beike, Bialon, M. Rummenigge                                 |
| 304 | 05.05.82 | Italien – Deutschland      | Falconara             | 1:0 (?:?)            | 1. UEFA-Wettbewerb U-16 Halbfinale          | Pomp, Romeikat                                               |
| 305 | 07.05.82 | Deutschland – Jugoslawien  | Senigallia            | 1:0 (?:?)            | 1. UEFA-Wettbewerb U-16 Finale              |                                                              |
| 306 | 07.05.82 | Deutschland – Irland       | Turku                 | 1:0 (?:?)            | 2. Junioren-EM Vorrunde                     | Haas                                                         |
| 307 | 23.05.82 | Deutschland – Österreich   | Parainen              | 1:4 (?:?)            | 2. Junioren-EM Vorrunde                     | Flad                                                         |
| 308 | 07.05.82 | Deutschland – UdSSR        | Turku                 | 0:1 (?:?)            | 2. Junioren-EM Vorrunde                     |                                                              |
| 309 | 01.09.82 | Deutschland – Finnland     | Heilbronn             | 6:1 (?:?)            | Freundschaftsspiel                          | Griebling, Häßler, Kaiser, Kohn (2), Skibbe                  |
| 310 | 03.09.82 | Deutschland – Finnland     | Heilbronn             | 4:2 (?:?)            | Freundschaftsspiel                          | Fehse, Häßler, Kohn (2)                                      |
| 311 | 07.09.82 | Finnland – Deutschland     | Rauma                 | 2:1 (?:?)            | Freundschaftsspiel                          | Zechel                                                       |
| 312 | 09.09.82 | Norwegen – Deutschland     | Gjøvik                | 2:2 (?:?)            | Freundschaftsspiel                          | Hecking, Pomp                                                |
| 313 | 11.09.82 | Dänemark – Deutschland     | Kastrup               | 2:0 (?:?)            | Freundschaftsspiel                          |                                                              |
| 314 | 29.09.82 | Deutschland – Frankreich   | Albstadt              | 0:0                  | Freundschaftsspiel                          | Zechel                                                       |
| 315 | 30.09.82 | Deutschland – Frankreich   | Tuttlingen            | 2:0 (?:?)            | Freundschaftsspiel                          | Peukert, Skibbe                                              |
| 316 | 13.10.82 | Deutschland – Belgien      | Homburg               | 3:0 (?:?)            | Freundschaftsspiel                          | Kohn (2), Trares                                             |
| 317 | 04.11.82 | Deutschland – Norwegen     | Havelse               | 2:1 (?:?)            | Freundschaftsspiel                          | Fehse, Kohn                                                  |
| 318 | 04.11.82 | Deutschland – Niederlande  | Wuppertal             | 3:2 (?:?)            | Freundschaftsspiel                          | Hecking (3)                                                  |
| 319 | 01.12.82 | Deutschland – Schweiz      | Augsburg              | 2:0 (?:?)            | EM-Qualifikationsspiel                      | Voßnacke, Zechel                                             |
| 320 | 08.01.83 | Deutschland – Frankreich   | Leningrad             | 2:5 (?:?)            | Granatkin- Gedächtnis-Turnier               | Glaser, Hecking                                              |
| 321 | 10.01.83 | Deutschland – USA          | Leningrad             | 3:0 (?:?)            | Granatkin- Gedächtnis-Turnier               | Glückler, Ordenewitz, Schroll                                |
| 322 | 12.01.83 | Deutschland – CSSR         | Leningrad             | 2:3 (?:?)            | Granatkin- Gedächtnis-Turnier               | Ordenewitz, Zietsch                                          |
| 323 | 14.01.83 | UdSSR – Deutschland        | Leningrad             | 0:0 (?:?)            | Granatkin- Gedächtnis-Turnier               |                                                              |
| 324 | 16.02.83 | Spanien – Deutschland      | Cáceres               | 1:1 (?:?)            | Freundschaftsspiel                          | Pomp                                                         |
| 325 | 16.03.83 | Schweiz – Deutschland      | Kriens                | 1:1 (?:?)            | EM-Qualifikationsspiel                      | Hecking                                                      |
| 326 | 12.04.83 | Deutschland – China        | Brand                 | 4:1 (?:?)            | Freundschaftsspiel                          | Kipper, Skibbe (3)                                           |
| 327 | 04.05.83 | Schweiz – Deutschland      | Schaffhausen          | 2:5 (?:?)            | Freundschaftsspiel                          | Hoffmann, Kreuzer, Loechelt, Thon (2)                        |
| 328 | 13.05.83 | Deutschland – CSSR         | Burnley               | 1:3 (?:?)            | EM – Vorrunde                               | Ruländer                                                     |
| 329 | 15.05.83 | Deutschland – Schweden     | Bolton                | 1:0 (?:?)            | EM – Vorrunde                               | Hecking                                                      |
| 330 | 17.05.83 | Deutschland – Bulgarien    | Liverpool             | 3:1 (?:?)            | EM – Vorrunde                               | Glückler, Hecking, Hoos                                      |
| 331 | 30.08.83 | Deutschland – Frankreich   | Lahr                  | 1:3 (?:?)            | Freundschaftsspiel                          | Krümpelmann                                                  |
| 332 | 01.09.83 | Deutschland – Frankreich   | Bühl                  | 1:1 (?:?)            | Freundschaftsspiel                          | Krümpelmann                                                  |
| 333 | 01.09.83 | Schweiz – Deutschland      | Pula                  | 3:0 (?:?)            | Turnier auf Pula                            | Kohn, Skibbe (2)                                             |
| 334 | 04.05.83 | Deutschland – Schweiz      | Koper                 | 2:2 (?:?)            | Turnier auf Pula                            | Binz, Kohn                                                   |
| 335 | 05.09.83 | Deutschland – England      | Pazin                 | 0:2 (?:?)            | Turnier auf Pula                            |                                                              |
| 336 | 07.09.83 | Deutschland – Jugoslawien  | Pazin                 | 1:0 (?:?)            | Turnier auf Pula Spiel um Platz 3           | Foda                                                         |
| 337 | 14.09.83 | Schweden – Deutschland     | Kalmar                | 0:1 (?:?)            | Qualifikationsspiel 2. UEFA-Wettbewerb U-16 | Janßen                                                       |
| 338 | 01.10.83 | Deutschland – Schweden     | Lübeck                | 2:0 (?:?)            | Qualifikationsspiel 2. UEFA-Wettbewerb U-16 | Gaudino, Knäbel                                              |
| 339 | 12.10.83 | Norwegen – Deutschland     | Kongsvinger           | 0:2 (?:?)            | Qualifikationsspiel 2. UEFA-Wettbewerb U-16 | Gaudino, Simmes                                              |
| 340 | 18.10.83 | Deutschland – Dänemark     | Schifferstadt         | 3:0 (?:?)            | Freundschaftsspiel                          | Jaschke, Skibbe, Thon                                        |
| 341 | 20.10.83 | Deutschland – Dänemark     | Neustadt              | 5:0 (?:?)            | Freundschaftsspiel                          | Gerstmayer, Kohler, Kohn, Lorch, Skibbe                      |
| 342 | 06.11.83 | Deutschland – Norwegen     | Fulda                 | 4:3 (?:?)            | Qualifikationsspiel 2. UEFA-Wettbewerb U-16 | Janßen (2), Jaschke, Simmes                                  |
| 343 | 09.11.83 | Deutschland – Schottland   | Mainz                 | 1:1 (?:?)            | Freundschaftsspiel                          | Thon                                                         |
| 344 | 23.11.83 | Deutschland – Österreich   | Augsburg              | 1:1 (?:?)            | EM-Qualifikationsspiel                      | Häßler                                                       |
| 345 | 07.12.83 | Italien – Deutschland      | Falconara             | 3:0 (?:?)            | EM-Qualifikationsspiel                      |                                                              |
| 346 | 05.01.84 | Deutschland – Frankreich   | Leningrad             | 2:0 (?:?)            | Granatkin- Gedächtnis-Turnier               | Foda, Jaschke                                                |
| 347 | 06.01.84 | Deutschland – Belgien      | Leningrad             | 7:0 (?:?)            | Granatkin- Gedächtnis-Turnier               | Foda, Kögl, Kohn, Schwabl, Trares (3)                        |
| 348 | 10.01.84 | Deutschland – USA          | Leningrad             | 1:0 (?:?)            | Granatkin- Gedächtnis-Turnier               | Häuser                                                       |
| 349 | 12.01.84 | UdSSR – Deutschland        | Leningrad             | 1:1 (?:?)            | Granatkin- Gedächtnis-Turnier               | Lorch                                                        |
| 350 | 11.02.84 | USA – Deutschland          | Fort Lauderdale       | 1:1 (?:?)            | Freundschaftsspiel                          | Simmes                                                       |
| 351 | 07.03.84 | Niederlande – Deutschland  | Enschede              | 0:4 (?:?)            | 2. UEFA-Wettbewerb U-16 Viertelfinale       | Drews, Janßen (2), Klaus                                     |
| 352 | 21.03.84 | Deutschland – Italien      | Essen                 | 0:0                  | EM-Qualifikationsspiel                      |                                                              |
| 353 | 30.03.84 | Deutschland – Niederlande  | Hagen                 | 2:2 (?:?)            | 2. UEFA-Wettbewerb U-16 Viertelfinale       | Gerstner, Strich                                             |
| 354 | 10.04.84 | Österreich – Deutschland   | Kufstein              | 0:1 (?:?)            | EM-Qualifikationsspiel                      | Kohn                                                         |
| 355 | 03.05.84 | Deutschland – Jugoslawien  | Heilbronn             | 5:1 (?:?)            | 2. UEFA-Wettbewerb U-16 Halbfinale          | Fritz, Hafner, Hahn, Knäbel, (Eigentor Tufek)                |
| 356 | 05.05.84 | Deutschland – UdSSR        | Ulm                   | 2:0 (?:?)            | 2. UEFA-Wettbewerb U-16 Finale              | Janßen, Simmes                                               |
| 357 | 04.09.84 | Deutschland – Frankreich   | Weisweiler            | 0:1 (?:?)            | Freundschaftsspiel                          |                                                              |
| 358 | 06.09.84 | Deutschland – Frankreich   | Bonn                  | 1:0 (?:?)            | Freundschaftsspiel                          | Keller                                                       |
| 359 | 21.11.84 | Türkei – Deutschland       | İzmit                 | 0:2 (?:?)            | Freundschaftsspiel                          | Gaudino, Völker                                              |
| 360 | 23.11.84 | Türkei – Deutschland       | Sakarya               | 0:4 (?:?)            | Freundschaftsspiel                          | Gaudino (2), Simmes (2)                                      |
| 361 | 14.01.85 | Deutschland – Polen        | Leningrad             | 5:1 (?:?)            | Granatkin- Gedächtnis-Turnier               | Conrad, Eichin, Gaudino, Janßen, Strich                      |
| 362 | 16.01.85 | Deutschland – Belgien      | Leningrad             | 2:1 (?:?)            | Granatkin- Gedächtnis-Turnier               | Gaudino, Janßen                                              |
| 363 | 18.01.85 | Deutschland – Frankreich   | Leningrad             | 0:1 (?:?)            | Granatkin- Gedächtnis-Turnier               |                                                              |
| 364 | 22.01.85 | UdSSR – Deutschland        | Leningrad             | 0:1 (?:?)            | Granatkin- Gedächtnis-Turnier               |                                                              |
| 365 | 20.03.85 | Deutschland – Schweiz      | Haßfurt               | 2:0 (?:?)            | EM-Qualifikationsspiel                      | Gaudino, Simmes                                              |
| 366 | 08.05.85 | Dänemark – Deutschland     | Ikast                 | 1:3 (?:?)            | EM-Qualifikationsspiel                      | Conrad, Drews (2)                                            |
| 367 | 22.05.85 | Polen – Deutschland        | Radom                 | 0:2 (?:?)            | EM-Qualifikationsspiel                      | Gerstner, Knäbel                                             |
| 368 | 31.07.85 | Deutschland – Kongo        | Tianjin               | 4:1 (?:?)            | U-16-WM – Gruppenspiel                      | Dammeier, Mirwald, Witeczek (2)                              |
| 369 | 02.08.85 | Deutschland – Argentinien  | Tianjin               | 1:1 (?:?)            | U-16-WM – Gruppenspiel                      | Gabriel                                                      |
| 370 | 04.08.85 | Deutschland – Australien   | Tianjin               | 0:1 (?:?)            | U-16-WM – Gruppenspiel                      |                                                              |
| 371 | 07.08.85 | China – Deutschland        | Peking                | 2:4 (?:?)            | U-16-WM – Viertelfinale                     | Witeczek (3), (Eigentor)                                     |
| 372 | 09.08.85 | Deutschland – Brasilien    | Peking                | 3:4 (?:?)            | U-16-WM – Halbfinale                        | Konerding, Witeczek (3)                                      |
| 373 | 11.08.85 | Deutschland – Nigeria      | Peking                | 0:2 (?:?)            | U-16-WM – Finale                            |                                                              |
| 374 | 03.09.85 | Deutschland – Norwegen     | Izola                 | 4:0 (?:?)            | Jugoslawien-Turnier                         | Eichenauer, Möller (2), Walz                                 |
| 375 | 03.09.85 | Deutschland – Frankreich   | Hannover              | 3:1 (?:?)            | Freundschaftsspiel                          | Mirwald, Troiani, Witeczek                                   |
| 376 | 05.09.85 | Deutschland – Frankreich   | Groß Ilsede           | 2:0 (?:?)            | Freundschaftsspiel                          | Witeczek (2)                                                 |
| 377 | 07.09.85 | Deutschland – Schweiz      | Porec                 | 1:0 (?:?)            | Jugoslawien-Turnier                         | Rehbein                                                      |
| 378 | 10.09.85 | Jugoslawien – Deutschland  | Pula                  | 3:2 (?:?)            | Jugoslawien-Turnier – Finale                | Eichenauer, Rehbein                                          |
| 379 | 02.10.85 | Israel – Deutschland       | Wingate               | 2:2 (?:?)            | Freundschaftsspiel                          | Eichenauer, Patzschke                                        |
| 380 | 08.10.85 | Israel – Deutschland       | Tel Aviv              | 1:2 (?:?)            | Freundschaftsspiel                          | Bierhoff, Vorholt                                            |
| 381 | 23.10.85 | Israel – Deutschland       | Basel                 | 0:2 (?:?)            | EM-Qualifikationsspiel                      | Eichenauer, Bierhoff                                         |
| 382 | 13.11.85 | Deutschland – Dänemark     | Flensburg             | 3:1 (?:?)            | EM-Qualifikationsspiel                      | Luginger, Möller, Schneider                                  |
| 383 | 10.01.86 | Deutschland – USA          | Leningrad             | 4:0 (?:?)            | Granatkin- Gedächtnis-Turnier               | Eichenauer (2), Laubinger, Möller                            |
| 384 | 12.01.86 | Deutschland – Belgien      | Leningrad             | 3:0 (?:?)            | Granatkin- Gedächtnis-Turnier               | Bierhoff, Laubinger (2)                                      |
| 385 | 14.01.86 | Deutschland – Frankreich   | Leningrad             | 1:1 (?:?)            | Granatkin- Gedächtnis-Turnier               | Möller                                                       |
| 386 | 18.01.86 | UdSSR – Deutschland        | Leningrad             | 3:1 (?:?)            | Granatkin- Gedächtnis-Turnier               | Bierhoff                                                     |
| 387 | 14.02.86 | Deutschland – Ägypten      | Doha                  | 0:1 (?:?)            | Freundschaftsspiel                          |                                                              |
| 388 | 16.02.86 | Deutschland – Algerien     | Leningrad             | 3:0 (?:?)            | Freundschaftsspiel                          | Eichenauer, Laubinger, Möller                                |
| 389 | 18.02.86 | Deutschland – Brasilien    | Leningrad             | 1:2 (?:?)            | Freundschaftsspiel                          | Metz                                                         |
| 390 | 24.04.86 | Deutschland – Polen        | Helmstedt             | 3:0 (?:?)            | EM-Qualifikationsspiel                      | Banach, Möller, Spyrka                                       |

### 1997 bis 1998(545.–572. Länderspiel)
Fett = A 2-Junioren-Auswahl U-17
| Nr. | Datum    | Spiel                     | Spielort          | Ergebnis            | Anlass                     | Torschützen                                   |
| --- | -------- | ------------------------- | ----------------- | ------------------- | -------------------------- | --------------------------------------------- |
| 545 | 12.03.97 | Schottland – Deutschland  | Livingston        | 0:2 (?:?)           | Freundschaftsspiel         | Gensler (2)                                   |
| 546 | 08.08.97 | Deutschland – Oman        | Oberhaching       | 5:1 (0:1)           | Freundschaftsspiel         | Adzic (2), Auer, Christ, Deisler              |
| 547 | 10.08.97 | Deutschland – Oman        | Oberhaching       | 1:2 (0:1)           | Freundschaftsspiel         | Deisler                                       |
| 548 | 21.08.97 | Deutschland – Costa Rica  | Hard              | 4:0 (3:0)           | Turnierspiel               | Bugri, Deisler, Kehl, Truckenbrod             |
| 549 | 22.08.97 | Deutschland – Tschechien  | Hard              | 1:0 (1:0)           | Turnierspiel               | Auer                                          |
| 550 | 24.08.97 | Österreich – Deutschland  | Hard              | 2:5 (1:3)           | Turnierspiel (Sieger)      | Adzic (3), Deisler, Zepek                     |
| 551 | 27.08.97 | Deutschland – Polen       | Berlin            | 3:1 (1:0)           | Freundschaftsspiel         | Gensler, Schramm, (Eigentor)                  |
| 552 | 05.09.97 | Deutschland – Chile       | Kairo             | 1:0 (0:0)           | U-17 WM – Gruppenspiel     | Adzic                                         |
| 553 | 07.09.97 | Deutschland – Thailand    | Kairo             | 3:0 (1:0)           | U-17 WM – Gruppenspiel     | Deisler, Hofmann, Kehl                        |
| 554 | 10.09.97 | Ägypten – Deutschland     | Kairo             | 1:1 (0:0)           | U-17 WM – Gruppenspiel     | Auer                                          |
| 555 | 14.09.97 | Deutschland – Mali        | Kairo             | 4:3 i. E. 0:0 n. V. | U-17 WM – Viertelfinale    | E: Adzic, Deisler, Miedl, Truckenbord         |
| 556 | 16.09.97 | Dänemark – Deutschland    | Tarm              | 1:1 (1:1)           | Freundschaftsspiel         | Schramm                                       |
| 557 | 18.09.97 | Dänemark – Deutschland    | Vejle             | 0:1 (0:0)           | Freundschaftsspiel         | Schramm                                       |
| 558 | 18.09.97 | Deutschland – Brasilien   | Ismailia          | 0:4 (0:1)           | U-17 WM – Halbfinale       |                                               |
| 559 | 21.09.97 | Deutschland – Spanien     | Kairo             | 1:2 (0:1)           | U-17 WM – Spiel um Platz 3 | Adzic                                         |
| 560 | 19.10.97 | Deutschland – Estland     | Wiesbaden         | 4:1 (2:0)           | Freundschaftsspiel         | Benthin, Ernst, Gensler, Majunke              |
| 561 | 23.10.97 | Deutschland – Färöer      | Hanau             | 7:0 (3:0)           | Freundschaftsspiel         | Deisler, Gensler (4), Kaya, Majunke           |
| 562 | 25.11.97 | Deutschland – Frankreich  | Gera              | 1:1 (0:1)           | Freundschaftsspiel         | Loose                                         |
| 563 | 27.11.97 | Deutschland – Frankreich  | Rudolstadt        | 0:0                 | Freundschaftsspiel         |                                               |
| 564 | 10.03.98 | Deutschland – Ukraine     | Kitzingen         | 2:4 (2:2)           | Freundschaftsspiel         | Truckenbrod, Wurster                          |
| 565 | 12.03.98 | Deutschland – Ukraine     | Würzburg          | 3:1 (2:1)           | Freundschaftsspiel         | Adzic (2), Handschuh                          |
| 566 | 12.03.98 | Deutschland – Niederlande | Oberhausen        | 2:0 (1:0)           | Freundschaftsspiel         | Deisler, Majunke                              |
| 567 | 29.04.98 | Polen – Deutschland       | Wronki            | 2:1 (1:0)           | EM-Qualifikationsspiel     | Voss                                          |
| 568 | 05.05.98 | Deutschland – Polen       | Offenbach am Main | 1:0 (1:0)           | EM-Qualifikationsspiel     | Timm                                          |
| 569 | 19.07.98 | Litauen – Deutschland     | Larnaka           | 1:7 (0:1)           | U-18 EM – Gruppenspiel     | Ernst, Gensler, Kern (2), Majunke, Timm, Voss |
| 570 | 21.07.98 | Deutschland – Spanien     | Larnaka           | 4:1 (4:1)           | U-18 EM – Gruppenspiel     | Deisler (2), Kern (2)                         |
| 571 | 23.07.98 | Portugal – Deutschland    | Larnaka           | 2:0 (2:0)           | U-18 EM – Gruppenspiel     |                                               |
| 572 | 26.07.98 | Irland – Deutschland      | Larnaka           | 4:3 i. E. 1:1 n. V. | U-18 EM – Finale           | Gensler E: Timm, Majunke, Schramm             |